# Cabezas (Cuba)
Cabezas es una localidad cubana del municipio de Unión de Reyes, perteneciente a la provincia de Matanzas.

## Toponimia
El lugar puede aparecer referido como «Cabezas» y «San Antonio de las Cabezas».

## Historia
Hacia mediados del XIX, el lugar tenía contabilizada una población de entre 277 y 362 habitantes, de los que alrededor de una treintena eran esclavos. Aparece descrito en el primer tomo del Diccionario geográfico, estadístico, histórico, de la isla de Cuba de Jacobo de la Pezuela con las siguientes palabras:

Cabezas. (San Antonio de las) Aldea cabeza del partido del mismo nombre en la J. de Matanzas, con 48 casas y 317 habitantes en terreno quebrado, hácia el limite jurisdiccional á orillas del rio que mas adelante corre con el nombre de Santa Bárbara al N., y toma el de Cañas al desaguar en el de San Agustin. (V. san juan, Río) Esta aldea fué fundada sobre solares del antiguo corral de su nombre, cerca de su asiento. El Cuadro Estadístico de 1827 la consignó 22 casas, 3 de ellas de mampostería, 2 médicos, una botica, 2 tiendas de ropa, 2 pulperías, una fonda, una carpintería, una sastrería, una zapatería, una panadería, una tabaquería y 60 habitantes de todas clases. El de 1841 le señalaba 362 habitantes, pero el formado cinco años mas tarde, no le daba sino 277, de los cuales 191 eran blancos, 53 libres de color y 31 esclavos, en 10 casas de mampostería, 8 de madera y tejas, y 27 de guano. Había una escuela de primeras letras, una botica, una albeitería, una herrería, 4 tiendas mixtas, 2 panaderías y 2 zapaterías. Es residencia este punto del capitan pedáneo del partido. Su iglesia que se fundó bajo la advocacion de San Antonio, como auxiliar de la de Matanzas, es pequeña y de modesta fábrica; hoy es curato de ingreso, sirviendo su culto el párroco y un teniente cura sacristan mayor, abonando la Real Hacienda al primero para cubrir su consignacion anual 31 ps. fs., al segundo 350, y para los gastos de material y fábrica 300. Alzase esta aldea en el camino de Matanzas á los Palos; dista 6 leguas al S. S. O. de la cabecera jurisdiccional; está al N. N. E. del pueblo de Nueva Paz, y á algunas leguas al S. del de Seiba Mocha.
(Pezuela, 1863, p. 216)

En el año 2002, según el Censo de Población y Viviendas, tenía 5663 habitantes.